# Cochlespira
Cochlespira is een geslacht van weekdieren uit de klasse van de Gastropoda (slakken).

## Soorten
- Cochlespira beuteli Powell, 1969
- Cochlespira bevdeynzerae Garcia, 2010
- Cochlespira cavalier Garcia, 2010
- Cochlespira cedonulli (Reeve, 1843)
- Cochlespira crispulata (Martens, 1901)
- Cochlespira elegans (Dall, 1881)
- Cochlespira elongata Simone, 1999
- Cochlespira kuroharai (Kuroda, 1959)
- Cochlespira laurettamarrae Garcia, 2010
- Cochlespira leeana Garcia, 2010
- Cochlespira maorum (P. Marshall & R. Murdoch, 1923) †
- Cochlespira pulchella (Schepman, 1913)
- Cochlespira pulcherrissima (Kira, 1955)
- Cochlespira radiata (Dall, 1889)
- Cochlespira simillima Powell, 1969
- Cochlespira travancorica (E. A. Smith, 1896)
- Cochlespira zanzibarica Sysoev, 1996